# Mount Arcone
Mount Arcone ist ein 1350 m hoher und hufeisenförmiger Berg in der antarktischen Ross Dependency. In der Nash Range des Transantarktischen Gebirges ragt er auf der Ostseite des Dickey-Gletschers und 11 km nördlich des Mount Canopus auf.
Das Advisory Committee on Antarctic Names benannte ihn im Jahr 2003 nach Steven Anthony Arcone (* 1944) vom Cold Regions Research and Engineering Laboratory (CRREL), der zwischen 1993 und 2002 in sechs Kampagnen Radarvermessungen in der Südpolregion, im Transantarktischen Gebirge und auf dem Westantarktischen Eisschild durchführte.